# Anisodactylus nivalis
Anisodactylus nivalis es una especie de escarabajo de tierra del género Anisodactylus, categorizada en la tribu Harpalini, de la subfamilia Harpalinae.

## Distribución
Se distribuye por América del Norte: Estados Unidos y Canadá.

## Taxonomía
Fue descrita por G. Horn en 1880.
Tratamiento taxonómico
La especie aparece registrada y publicada en A review of the species of Anisodactylus inhabiting the United States. -. Proceedings of the American Philosophical Society, 19: 162-178. (Philadelphia). (1880).